# Magomied-Baszyr Chanijew
Magomied-Baszyr Mikaiłowicz Chanijew (ros. Магомед-Башир Микаилович Ханиев ;ur. 25 kwietnia 2002) – azerski zapaśnik walczący w stylu wolnym. Zajął dwunaste miejsce na mistrzostwach świata w 2023. 
Pierwszy na MŚ U-23 w 2024 i na ME U-23 w 2023 roku. 